# Claudia Dell
Claudia Dell, all'anagrafe Claudia Dell Smith (San Antonio, 10 gennaio 1910 – Los Angeles, 5 settembre 1977), è stata un'attrice statunitense.

## Biografia
Iniziò la carriera come fotomodella ed attrice di varietà a New York, entrando a far parte nel 1927 degli spettacoli della compagnia Ziegfeld Follies, con un lungo giro di esibizioni anche in Europa.
Tornata negli Stati Uniti, venne contattata per un provino presso gli Studi della Warner Bros., debuttando nel cinema accanto ad Al Jolson nella pellicola Big Boy (1930). Successivamente passò agli studi della Universal Pictures dove girò alcuni film, per chiudere la sua attività del periodo presso la RKO.
Morì a Los Angeles nel 1977.

## Filmografia parziale

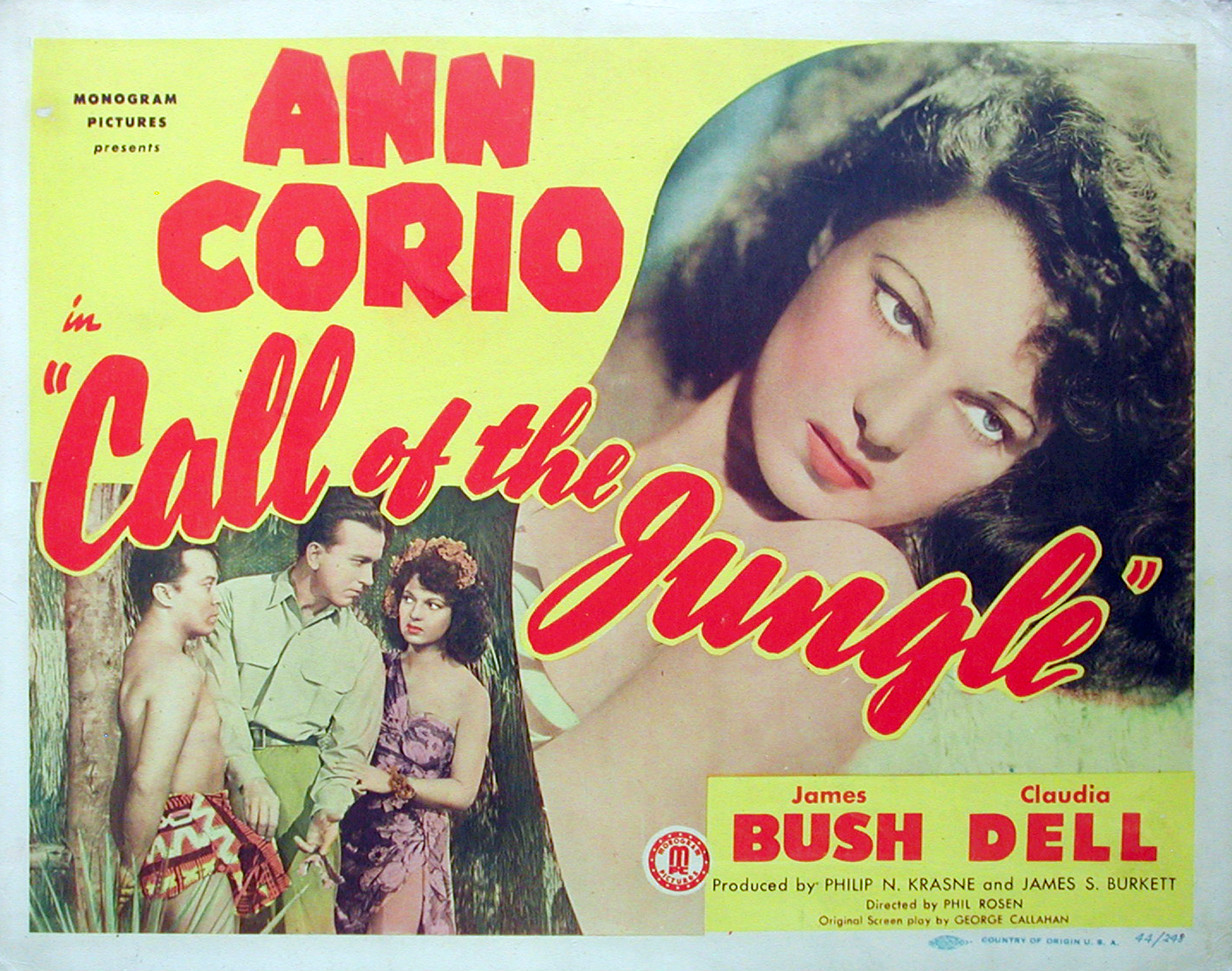
Poster del film Call of the Jungle

- Big Boy, regia di Alan Crosland (1930)
- Un marito fuori posto (Montana Moon), regia di Malcolm St. Clair (1930)
- Sweet Kitty Bellairs, regia di Alfred E. Green (1930)
- L'ultimo scandalo (Scandal for Sale), regia di Russell Mack (1932)
- Il re del Far West (Destry Rides Again), regia di Benjamin Stoloff (1932)
- Madre (Midnight Lady), regia di Richard Thorpe (1932)
- Umanità (Hearts of Humanity), regia di Christy Cabanne (1932)
- Guilty or Not Guilty, regia di Albert Ray (1932)
- Cleopatra, regia di Cecil B. DeMille (1934)
- La città perduta (The Lost City), regia di Harry Revier (1935)
- Il tesoro della morte (Boots of Destiny), regia di Arthur Rosson (1937)
- Luna di miele a tre (A Bride for Henry), regia di William Nigh (1937)
- Un'americana nella Casbah (Algiers), regia di John Cromwell (1938)
- Il conquistatore del Messico (Juarez), regia di William Dieterle (1939)
- La rivolta del Messico (The Mad Empress), regia di Miguel Contreras Torres (1939)
- Call of the Jungle, regia di Phil Rosen (1944)

## Doppiatrici italiane
- Andreina Pagnani ne La città perduta
- Clelia Bernacchi in Cleopatra (ridoppiaggio)

## Spettacoli teatrali
- Ziegfeld Follies of 1927 (Broadway, 16 agosto 1927-7 gennaio 1928)